# Barrio Nuevo de San Clemente
Barrio Nuevo de San Clemente es una localidad y pedanía española perteneciente al municipio de Huéscar, en la provincia de Granada, comunidad autónoma de Andalucía. Está situada en la parte central de la comarca de Huéscar. Limítrofe a esta localidad se encuentra Barrio Nuevo, y un poco más alejados están los núcleos de Galera y La Alquería. A aproximadamente un kilómetro, siguiendo el trazado de la antigua carretera C-330, se encuentra Huéscar capital.
El nombre del pueblo, con sus veinticuatro letras, es el topónimo más largo de toda la provincia de Granada.

## Historia
La pedanía se originó hacia 1990, al construirse allí viviendas para los vecinos de la localidad de San Clemente, que hubieron de trasladarse al quedar inundada esta al construirse el embalse del mismo nombre. 